# الأصليون
الأصليون هو مسلسل أمريكي تليفزيوني. (بالإنجليزية: The originals)‏ بدأ عرضه على قناة سي دبليو التلفزيونية خلال الموسم التليفزيوني الأمريكي 2013-2014. تم عرض الجزء الأول بعد مسلسل «يوميات مصاص دماء» يوم الخميس 3 أكتوبر 2013. بعد أسبوع في الثامن من أكتوبر 2013 تم تغيير وقت العرض إلى الثلاثاء الساعة 8م. المسلسل يتمركز حول المخلوقات الخارقة للطبيعة. يصنف المسلسل على انه دراما خيالية.
بتاريخ 13 فبراير جددت قناة سي دبليو التليفزيونية المسلسل لجزء ثاني. سوف يستأنف المسلسل في 6 أكتوبر 2014. وأعلنت قناة سي دبليو التلفزيونية انه سيتم تغيير يوم العرض إلى يوم الاثنين.
وبتاريخ 11 يناير 2015 جددت القناه لموسم 3 وبدا عرضه في يوم الخميس 8 أكتوبر وفي يوم 20 ديسمبر اعلنت القناة عن تغيير موعد عرض المسلسل إلى يوم الجمعة ابتداء من يوم 31 يناير 2016 وسينتهي الموسم 3 في يوم 20 مايو 2016.
و في تاريخ 11 مارس اعلنت القناة عن تجديد المسلسل لموسم 4 سيتم تحديد موعد عرضه بعد 4 شهور من الآن.

## المواسم
| الموسم | الحلقات | الحلقات | الأصلي        | الأصلي        |
| الموسم | الحلقات | الحلقات | الأول         | الأخير        |
| ------ | ------- | ------- | ------------- | ------------- |
| Pilot  | Pilot   | Pilot   | 25 أبريل 2013 | 25 أبريل 2013 |
| 1      | 22      | 22      | 3 أكتوبر 2013 | 13 مايو 2014  |
| 2      | 22      | 22      | 6 أكتوبر 2014 | 11 مايو 2015  |
| 3      | 22      | 22      | 8 أكتوبر 2015 | 20 مايو 2016  |
| 4      | 13      | 13      | 17 مارس 2017  | 23 يونيو 2017 |
| 5      | 13      | 13      | 18 أبريل 2018 | 1 أغسطس 2018  |

## الخلاصة
الأصليون هو قصة مأخوذة من مسلسل «يوميات مصاص دماء». تتمحور القصة حول الأشقاء مايكلسون: كلاوس (جوزيف مورغان) وايلايجه (دانييل غيليس) وريبيكا (كلير هولت). الحلقة الأولى التي عرضت في تاريخ 25 أبريل 2013, كشفت ان المستذئبة هايلي (فيبيت ونكين) حامل بطفل كلاوس. لهذا السبب سوف تنضم إلى الطاقم. بدأ العرض بعودة الأشقاء إلى مدينة نيو اورلينز للمرة الأولى منذ عام 1919. قد بنيت هذه المدينة على يد الأشقاء مايكلسون لكنهم أرغموا على الرحيل والهرب من والدهم الذي يريد الانتقام. في غيابهم تكفل مارسيل (تشارلز مايكل دايفس) بالمدينة. قرر كلاوس الإطاحة بمارسيل ليتمكن من السيطرة على المدينة التي ينتمي إليها.

## الإنتاج والتطوير
في 11 يناير 2013, ركزت الحلقة الأولى على الأشقاء الأصليون ببطولة جوزيف مورغان كشخصية كلاوس. تم إعلان ان الحلقات سوف تبث في وقت ما مابين نيسان/أبريل. في أبريل تم تأكيد سلسة مسلسل الأصليون. المحاولة الثانية سوف تدور وتشرف من قبل جوليا بلاس وذلك دون اقحام كيفن وليامسون. بتاريخ الخامس عشر من أبريل 2013 تم اختيار مسلسل الأصليون من قبل قناة سي دبليو لعرض الجزء الأول 2013-2014. تم تعيين الموسم الأول من الأصليون في يوم الثلاثاء 13 أكتوبر 2013. بعد ذلك قامت قناة سي دبليو التلفزيونية بتغيير وقت العرض إلى 3 أكتوبر 2013 إلى مابعد وقت عرض مسلسل «يوميات مصاص دماء» الموسم الخامس بهدف جذب متابعينه. في يوم 10 أكتوبر 2013 قامت قناة سي دبليو التلفزيونية بطلب السيناريو كاملا للسلسة. سوف يتم بث الجزء الثاني من المسلسل بتاريخ 6 أكتوبر 2014.
وفي يوم 13 يناير 2015 قامت القناه بتجديد المسلسل إلى موسم 3 وتم عرضه يوم 8 أكتوبر.
وفي يوم 11 مارس اعلنت القناه تجديد الموسم 4
وفي يوم 8 أبريل 2018 عادت القناه بعرض الموسم 5 وتكون نهايه هذا المسلسل العظيم

## الترشيح والجوائز
سنة 2014 ترشح المسلسل لجائزة [people's choice awards] بفئة المسلسل الدرامي المفضل الجديد وحاز البطل جوزيف مورغان على جائزة الممثل المفضل بمسلسل جديد.
أيضا ترشح الممثل جوزيف مورغان لجائزة أفضل ممثل بفئة الخيال والخيال العلمي في جوائز اختيار المراهقين (teen choice awards). بالإضافة لترشح الممثلة كلير هولت لجائزة أفضل ممثلة بفئة الخيال والخيال العلمي عن دور ريبيكا.
ترشح المسلسل لجائزة ايمي (Emmy awards) لفئة تصفيف الشعر وفاز بها الممثل دانيال جيليلس عن دور ايلاجا

## طاقم الممثلين
| الممثل             | الدور            |
| ------------------ | ---------------- |
| جوزيف مورغان       | نيكلاوس مايكلسون |
| دانييل غيليس       | ايلايجا مايكلسون |
| كلير هولت          | ريبيكا مايكلسون  |
| فيبي تونكين        | هايلي مارشال     |
| تشارلز مايكل دايفس | مارسيليس جيرارد  |
| دانييلا بينيدا     | صوفي ديفرو       |

## روابط خارجية
- الأصليون على موقع IMDb (الإنجليزية)
- الأصليون على موقع ميتاكريتيك (الإنجليزية)
- الأصليون على موقع روتن توميتوز (الإنجليزية)
- الأصليون على موقع نتفليكس (الإنجليزية)
- الأصليون على موقع أول موفي (الإنجليزية)
- الأصليون على موقع فيلمافينيتي (الإسبانية)
- الأصليون على موقع كينوبويسك (الروسية)
- الأصليون على موقع ألو سيني (الفرنسية)
- الأصليون على موقع قاعدة بيانات الفيلم (الإنجليزية)